# 短距眶灯鱼
短距眶灯鱼（学名：Diaphus mollis）为灯笼鱼科眶灯鱼属的鱼类。分布于太平洋、印度洋以及南海等海域，主要栖息于热带和亚热带海域，為深海魚類，棲息深度50-600公尺，體長可達6.6公分。

## 扩展阅读
維基物種上的相關：短距眶灯鱼